# プロスト・AP02
プロスト・AP02 (Prost AP02) は、プロスト・グランプリが1999年のF1世界選手権参戦用に開発し投入したフォーミュラ1カー。リジェから数えて6シーズン目となるオリビエ・パニスと、2シーズン目のヤルノ・トゥルーリがドライブした。

## 概要
劇的な不振であった1998年シーズンの後、1999年シーズンはジョン・バーナードやアラン・ジェンキンスをコンサルタントに招聘し、人事面での強化を図る。
マシンは前作AP01で失敗したショートホイールベースを修正し、ハイノーズはマクラーレン風の低いシェイプになった。サイドポンツーン前端部分が斜めに湾曲し、そこに2枚のフィンが取り付けられたのが特徴である。
期待に応えるようなパフォーマンスは見られなかったが、雨で大混乱となった第14戦ニュルブルクリンクでトゥルーリが2位となり、自身とプロスト・プジョーにとって初表彰台を獲得した。チームは9ポイントを得て、コンストラクターズランキング7位でシーズンを終えた。
シーズン後にはトゥルーリが引退したデイモン・ヒルの後釜としてジョーダンへ移籍した。パニスはマクラーレンとサードドライバーとして契約し、2000年のドライバーラインナップは一新されることとなった。

## F1における全成績
(key) （太字はポールポジション）
| 年     | チーム   | エンジン     | タイヤ | ドライバー         | 1   | 2   | 3   | 4   | 5   | 6   | 7   | 8   | 9   | 10  | 11  | 12  | 13  | 14  | 15  | 16  | ポイント | 順位 |
| ------ | -------- | ------------ | ------ | ------------------ | --- | --- | --- | --- | --- | --- | --- | --- | --- | --- | --- | --- | --- | --- | --- | --- | -------- | ---- |
| 1999年 | プロスト | プジョー V10 | B      |                    | AUS | BRA | SMR | MON | ESP | CAN | FRA | GBR | AUT | GER | HUN | BEL | ITA | EUR | MAL | JPN | 9        | 7位  |
| 1999年 | プロスト | プジョー V10 | B      | オリビエ・パニス   | Ret | 6   | Ret | Ret | Ret | 9   | 8   | 13  | 10  | 6   | 10  | 13  | 11  | 9   | Ret | Ret | 9        | 7位  |
| 1999年 | プロスト | プジョー V10 | B      | ヤルノ・トゥルーリ | Ret | Ret | Ret | 7   | 6   | Ret | 7   | 9   | 7   | Ret | 8   | 12  | Ret | 2   | Ret | Ret | 9        | 7位  |

## 参照
- AUTOCOURSE 1999-2000, Henry, Alan (ed.), Hazleton Publishing Ltd. (1999) ISBN 1-874557-34-9